# Демич, Юрий Александрович
Ю́рий Алекса́ндрович Де́мич (18 августа 1948, Магадан — 24 декабря 1990, Москва) — советский актёр театра и кино. Заслуженный артист РСФСР (1982). Лауреат Государственной премии СССР (1978).

## Биография
Юрий Демич, сын актёра Московского театра имени Ермоловой Александра Демича (1900—1977), родился 18 августа 1948 года в Магадане, где его отец с 1937 года отбывал срок.
После освобождения и реабилитации Александр Демич не захотел возвращаться в Москву, и семья поселилась в Куйбышеве. Юрий Демич поступил в студию при Куйбышевском театре драмы им. М. Горького, которую окончил 1966 году. Ещё до окончания студии, в 1964 году, был принят в труппу театра; одновременно продолжал учёбу в ГИТИСе (окончил его в 1971 году).
В Куйбышевском театре драмы им. М. Горького Юрий Демич заставил говорить о себе, сыграв роль Гамлета, и в 1973 году получил приглашение в Ленинградский Большой драматический театр, где уже в первый сезон привлёк к себе внимание критиков и зрителей, сыграв Пашку в пьесе А. Вампилова «Прошлым летом в Чулимске», а затем главную роль в одном из программных спектаклей Г. А. Товстоногова — «Три мешка сорной пшеницы». Успех на театральной сцене повлёк за собой и многочисленные предложения от кинорежиссёров.
В 1986 году актёр на «Ленфильме» участвовал в озвучке фильма «Ва-банк 2», роль Густава Крамера в исполнении Леонарда Петрашака.
В 1988 году актёр переехал в Москву и последние годы выступал на сцене Театра имени М. Н. Ермоловой.
Скончался в Москве 24 декабря 1990 года на 43-м году жизни из-за сильного кровотечения вследствие разрыва вен пищевода. Похоронен на Ваганьковском кладбище.

## Личная жизнь
Был дважды женат.
- Первый брак с актрисой Ириной Дмитриевой (ныне Демич) (род. 1945).
  - Сын — актёр Александр Демич (род. 1970).
- Вторая жена — актриса Татьяна Люкшинова (род. 1950).

## Творчество

### Большой драматический театр
- 1974 — «Прошлым летом в Чулимске» А. В. Вампилова; постановка Г. А. Товстоногова — Пашка
- 1974 — «Три мешка сорной пшеницы», по повести В. Ф. Тендрякова; постановка Г. А. Товстоногова — Женька Тулупов
- 1976 — «Дачники» А. М. Горького; постановка Г. А. Товстоногова — Влас
- 1977 — «Тихий Дон», по одноимённому роману М. А. Шолохова; постановка Г. А. Товстоногова — Михаил Кошевой
- 1978 — «Пиквикский клуб», пьеса Н. А. Венкстерн по роману Ч. Диккенса; постановка Г. А. Товстоногова — Сэм Уэллер, Генри Перси
- 1978 — «Жестокие игры» А. Н. Арбузова; постановка Ю. Е. Аксёнова — Миша
- 1978 — «Энергичные люди» В. М. Шукшина; постановка Г. А. Товстоногова — Курносый (ввод)
- 1979 — «Мы, нижеподписавшиеся» А. И. Гельмана; постановка Г. А. Товстоногова — Лёня Шиндин
- 1982 — «Амадеус» П. Шеффера; постановка Г. А. Товстоногов и Ю. Е. Аксёнов — Моцарт
- 1984 — «Киноповесть с одним антрактом» А. М. Володина; постановка Г. А. Товстоногова — Лев Николаевич
- 1985 — «Рядовые» А. А. Дударева; постановка Г. А. Товстоногова — Буштец
- 1987 — «На дне» А. М. Горького; постановка Г. А. Товстоногова — Васька Пепел

### Фильмография
| Год  |     | Название                         | Роль                                                                 |
| ---- | --- | -------------------------------- | -------------------------------------------------------------------- |
| 1982 | ф   | Монт-Ориоль                      | Монт-Ориоль                                                          |
| 1970 | ф   | Семья Коцюбинских                | Юрий Коцюбинский                                                     |
| 1971 | ф   | Ни дня без приключений           | Семён Петрович                                                       |
| 1974 | ф   | Посылка для Светланы             | Александр                                                            |
| 1975 | ф   | Лавина                           | Вышеславцев                                                          |
| 1975 | ф   | Дума о Ковпаке                   | Мошкин                                                               |
| 1975 | ф   | Доверие                          | Николай II                                                           |
| 1975 | ф   | Одиннадцать надежд               | Сергей Андреевич Романцев, футболист                                 |
| 1975 | ф   | Там, за горизонтом               | Сергей                                                               |
| 1976 | ф   | Легко быть добрым                | Лаврухин                                                             |
| 1976 | ф   | Семьдесят два градуса ниже нуля  | Валерий Никитин                                                      |
| 1976 | ф   | Меня это не касается             | Вадим, жених Регины                                                  |
| 1977 | ф   | Убит при исполнении              | Дивильковский                                                        |
| 1977 | ф   | Первые радости                   | Кирилл Извеков                                                       |
| 1977 | ф   | Три весёлые смены (вторая серия) | Павел                                                                |
| 1977 | ф   | Гарантирую жизнь                 | Максим Стрельцов                                                     |
| 1978 | ф   | Пуск                             | главный инженер завода                                               |
| 1979 | ф   | Точка отсчёта                    | старший лейтенант Григорий Чагин                                     |
| 1979 | ф   | Необыкновенное лето              | Кирилл Извеков                                                       |
| 1980 | ф   | Лес                              | озвучил Геннадия Демьяновича Несчастливцева (роль Бориса Плотникова) |
| 1980 | тсп | Когда умер святой Патрик?        | Митчел Браун, журналист                                              |
| 1981 | ф   | Всем спасибо!                    | актёр, играющий Дмитрия                                              |
| 1981 | ф   | Россия молодая                   | поручик Мехоношин                                                    |
| 1981 | тсп | Объявлен розыск…                 | Валентин Петрович Сёмин                                              |
| 1981 | тсп | Похищение чародея                | Кин Владимирович                                                     |
| 1982 | ф   | Смерть на взлёте                 | Игорь Александрович Крымов, учёный, сотрудник секретного института   |
| 1982 | ф   | Надежда и опора                  | Николай Алексеевич Курков, председатель колхоза                      |
| 1982 | ф   | Магистраль                       | Сергей Фёдорович Колобов, зав. отделом транспорта обкома КПСС        |
| 1983 | ф   | Эхо дальнего взрыва              | Сергей Александрович Савич                                           |
| 1983 | ф   | Дыхание грозы                    | Алексей Башлыков                                                     |
| 1983 | ф   | Семь часов до гибели             | Гаркуша, командир военного корабля                                   |
| 1984 | ф   | Прохиндиада, или Бег на месте    | следователь                                                          |
| 1984 | ф   | Убийце — Гонкуровская премия     | Жозе Робен, репортёр газеты                                          |
| 1984 | ф   | Капкан для «Волка»               | капитан милиции Перов                                                |
| 1985 | ф   | Соперницы                        | Александр Буланов, женский тренер по гребле                          |
| 1985 | ф   | Выйти замуж за капитана          | Лядов, фотокорреспондент                                             |
| 1985 | тсп | Криминальный талант              | Петельников                                                          |
| 1986 | ф   | Путь к себе                      | Олег Козырев, каскадёр                                               |
| 1986 | ф   | Прорыв                           | Юрасов, зам. начальника Ленметростроя                                |
| 1987 | ф   | Везучий человек                  | Самсонов                                                             |
| 1988 | ф   | ЧП районного масштаба            | Околотков, секретарь горкома ВЛКСМ                                   |
| 1989 | ф   | Оно                              | Угрюм-Бурчеев                                                        |
| 1989 | ф   | Чаша терпения                    | Андрей Владимирович Громов, главарь мафии                            |
| 1990 | ф   | Взбесившийся автобус             | Георгий Александрович Матвеев, консул СССР в Израиле                 |
| 1990 | ф   | Духов день                       | государственный человек                                              |
| 1990 | ф   | Человек из чёрной «Волги»        | Алексей Вячеславович Прошин, кандидат наук, молодой учёный-карьерист |

## Награды
- Государственная премия УССР (1971) — за роль в фильме «Семья Коцюбинских»[5]
- Государственная премия СССР (1978) — за исполнение роли Михаила Кошевого в спектакле «Тихий Дон» М. А. Шолохова
- Премия Ленинского комсомола (1982) — за высокое исполнительское мастерство в фильмах и спектаклях последних лет
- Заслуженный артист РСФСР (1982)